# Ein Todesfall wird vorbereitet
Ein Todesfall wird vorbereitet ist ein deutscher Fernseh-Kriminalfilm aus dem Jahr 1963 nach dem englischen Theaterstück Policy for Murder (anderer Titel: Someone to kill) von Jack Popplewell, das im Jahr zuvor erschien.

## Handlung
Der Kriminalschriftsteller James Murray schließt bei dem Versicherungsvertreter Mr. Bielby eine Lebensversicherung über 50.000 Pfund ab und plant einen Mord und Versicherungsbetrug: Jemand soll sterben, den Murrays Frau Lee dann als ihren Mann identifizieren soll, um die Versicherungssumme zu kassieren. Murray will eine Zeit lang verschwinden, bevor sich beide zusammen nach Südamerika absetzen. Der Grund ist, dass Murray in letzter Zeit immer weniger Erfolg mit seinen Romanen hatte, jedoch einen aufwändigen Lebensstil pflegt. Er glaubt nun, seine Frau würde ihn verlassen, wenn er arm werden würde. Ein Opfer hat er auch schon gefunden: Ein Mann namens Stuart Adams, der wie Murray selbst als Soldat in Burma war und nun sehr zurückgezogen lebt und keine Angehörigen hat. Er will sich in dem Dorf niederlassen, in dem Murray lebt, und dieser überlässt ihm kostenlos seinen Bungalow.
Murray schreibt ein Tagebuch, in dem er vorgibt, dass Adams ihn erpresst. Bei einem gemeinsamen Abend mit seinen Freunden Denis Gilmore und Bill Price, einem pensionierten Polizeibeamten, erwähnt Murray gegenüber Bill eine solche Erpressung, behauptet da aber, dass nicht er, sondern ein anderer Freund betroffen sei. So soll nach seinem anscheinenden Tod der Verdacht auf Adams fallen. Lee ist von dem Plan zunächst schockiert, willigt aber schließlich ein, dabei mitzumachen. Murray lockt Adams unter einem Vorwand in eine Holzhütte im Garten, in der er immer an seinen Büchern arbeitet. Dort will er Adams niederschlagen und die Hütte anzünden, um die Identität der Leiche unkenntlich zu machen.
Lee identifiziert die vorgefundene Leiche als die ihres Mannes. Da dieser erst eine Prämie an die Versicherung gezahlt hatte, engagiert die Versicherung den Ermittler Morrison, dem die ganze Sache verdächtig vorkommt. Adams ist verschwunden und gerät dadurch in Verdacht, entweder der Täter oder die Leiche zu sein. Da taucht Anne Daley auf, eine junge Frau, die behauptet, sie und Adams hätten sich vor kurzem kennengelernt und wollten heiraten. Sie versucht, Lee, Bill Price und Mr. Morrison von Adams’ Unschuld zu überzeugen. Doch dann erscheint plötzlich Adams selbst: Es stellt sich heraus, dass er eigentlich anders heißt und selbst eine kriminelle Vergangenheit hat. Er sagt, die Leiche lag schon in der Hütte, als er dort ankam, woraufhin er vorübergehend verschwand, um nicht von der Polizei als Sündenbock missbraucht zu werden. Morrisons Theorie, die Leiche sei eigentlich Adams, ist somit hinfällig, und er glaubt nun, es handle sich um Bielby. Dieser hat nämlich Murray am Tag des Mordes nochmal besucht, um ihm zu erzählen, dass er seinen Job bei der Versicherung gekündigt habe und nun eine Weltreise antreten werde. Doch als sich Bielby telefonisch meldet, ist auch diese Theorie widerlegt.
Während Adams wegen Mordes an Murray vor Gericht steht, versucht Lee, das mit Murray bewohnte Haus zu verkaufen. Darüber spricht sie mit Denis Gilmores etwas naiver und vergnügungssüchtiger Freundin Sandra Williams. Morrison kündigt ihr an, dass die Versicherung die Summe auszahlen werde, obwohl er immer noch von einem Verbrechen überzeugt ist. Er glaubt, Murray sei ein betrogener Betrüger gewesen und jemand habe ihm in der Hütte aufgelauert. Als ein Mann bei Lee anruft und sofort wieder auflegt, als Morrison den Hörer abnimmt, verdächtigt er Bielby. Dieser gibt schließlich zu, der Anrufer gewesen zu sein, hat aber kein Mordmotiv. Morrison kommt nun der Gedanke, dass Lee selbst am Mord an ihrem Mann beteiligt ist. Also lässt er in der Zeitung eine fingierte Verlobungsanzeige veröffentlichen, um entweder Murray (falls er noch lebt) oder Murrays Mörder eifersüchtig zu machen und zurückzulocken. Zusammen mit Anne und Bill versteckt er sich in Lees Haus. Abends kommt erst Lee nach Hause und schließlich, wie von Morrison geplant, der Mörder: Es ist Denis Gilmore, in den Lee heimlich verliebt war und den sie deshalb überredete, ihren Mann aus dem Weg zu schaffen. Er konfrontiert sie mit der Verlobungsanzeige, von der sie nichts weiß, und enthüllt dabei den Mordplan – Morrison, Bill und Anne hören alles mit, geben sich zu erkennen und lassen ihn festnehmen.

## Produktion
Der Film wurde vom WDR produziert und am 31. März 1963 auf ARD 2 ausgestrahlt – dem letzten Tag, bevor dieser Sender eingestellt und am folgenden Tag durch das ZDF ersetzt wurde. 2013 erschien er bei Pidax Film auf DVD.

## Hörspielfassung
Auf der Grundlage von Fruchtmanns Übersetzung des Theaterstücks entstand auch eine Hörspieladaption, Regie führte dabei Walter Netzsch. Sie wurde 1962 in drei Teilen im Bayerischen Rundfunk und 1963 in einem Teil im Süddeutschen Rundfunk gesendet. 1969 sendete auch der ORF die BR-Version.

## Rezeption
„Ein Krimi made in Germany ganz nach guter, alter englischer Tradition. Karl Fruchtmanns Fernsehspiel [...] ist spannend von der ersten Minute bis zur überraschenden Schlusspointe.“